# Clarisse Crémer
Clarisse Crémer (París, 30 de diciembre de 1989) es una navegante y empresaria francesa.
Hija de un empresario, estudió en la prestigiosa HEC Paris y en la Universidad de Indiana Bloomington. Licenciada en Marketing en 2013, acompañada de su hermano, fundó su propia empresa, 'Kazaden', dedicada a la reserva de viajes y estancias al aire libre.
Tras conocer a su compañero Tanguy Le Turquais, otro ávido marinero, y entrar en contacto con el mundo de los veleros, la idea de cruzar el Atlántico empezó a tentarla. En 2015 Tanguy Leglatin, famoso entrenador bretón, acepta formarla a pesar de su nivel básico. Pero Clarisse Crémer muestra tanta facilidad que el entrenador sube sus primeros objetivos respecto a ella, y en el 2016 Crémer dirige su primera regata en solitario.
En 2017 ganó la regata 'Mini-Fastnet' con Erwan Le Draoulec, después ganó la 'Transgascogne' en solitario y acabó 2ª en la 'Mini Transat', una carrera transatlántica de veleros, en solitario y sin asistencia a bordo. En 2019 asumió el timón del velero monocasco el Imoca "Banque populaire X", con el que terminó en duodécima posición en la general, y la primera fémina en la Vendée Globe 2020-2021, consiguiendo la mejor actuación femenina de la historia de la carrera, después de invertir un tiempo de 87 días, 2 horas, 24 minutos y 25 segundos, consiguiendo un nuevo récord femenino de la prueba, siendo también un nuevo récord mundial de vuelta al mundo en solitario en monocasco.